# Мартин Лејк (Минесота)
Мартин Лејк (енгл. Martin Lake) насељено је место без административног статуса у америчкој савезној држави Минесота.

## Демографија
По попису из 2010. године број становника је 933.
| Група             | 2000.    | 2010.       |
| Белци             | 0 (0,0%) | 893 (95,7%) |
| Афроамериканци    | 0 (0,0%) | 7 (0,8%)    |
| Азијати           | 0 (0,0%) | 4 (0,4%)    |
| Хиспаноамериканци | 0 (0,0%) | 17 (1,8%)   |
| Укупно            | 0        | 933         |